# Eclipophleps xinjiangensis
Eclipophleps xinjiangensis är en insektsart som beskrevs av Liu, Jupeng 1981. Eclipophleps xinjiangensis ingår i släktet Eclipophleps och familjen gräshoppor. Inga underarter finns listade i Catalogue of Life.